# 布雷克斯
布雷克斯（法語：Bretx，法語發音：[bʁɛks]）是法国上加龙省的一个市镇，属于图卢兹区。

## 地理
布雷克斯（43°42'16"N, 1°11'55"E）面积8.41 平方千米，位于法国奧克西塔尼大區上加龙省，该省份为法国西南部内陆省份，西南端与西班牙接壤，自此顺时针与上比利牛斯省、热尔省、塔恩-加龙省、塔恩省、奥德省和阿列日省接壤。
与布雷克斯接壤的市镇（或旧市镇、城区）包括：拉拉、芒维尔、萨沃河畔圣保罗、蒂勒。

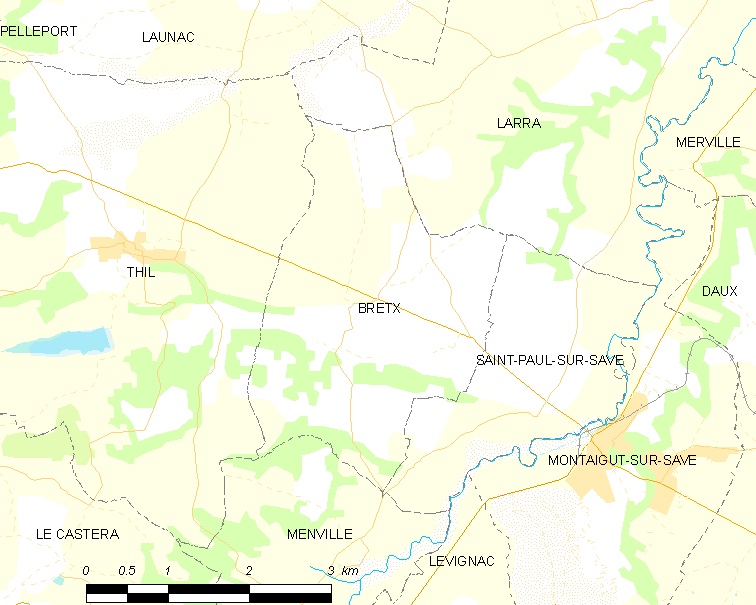
布雷克斯的OSM定位图

布雷克斯的时区为UTC+01:00、UTC+02:00（夏令时）。

## 行政
布雷克斯的邮政编码为31530，INSEE市镇编码为31089。

## 政治
布雷克斯所属的省级选区为莱格万县。

## 人口

1962-2008年间布雷克斯人口变化图示

布雷克斯于2022年1月1日时的人口数量为666人。